# Avenay-Val-d'Or
 Avenay-Val-d'Or  es una población y comuna francesa, en la región de Champaña-Ardenas, departamento de Marne, en el distrito de Épernay y cantón de Ay.

## Demografía
| 970 | 1009 | 1040 | 953 | 991 | 1026 | 910 |
| Para los censos de 1962 a 1999 la población legal corresponde a la población sin duplicidades (Fuente: INSEE [Consultar]) |      |      |     |     |      |     |